# Бразак, Пауль
Пауль Брасак (нем. Paul Brasack; 9 мая 1916, Штеттин — 11 марта 2013, Бад-Пирмонт) — немецкий офицер-подводник, капитан-лейтенант (1944).

## Биография
31 сентября 1937 года поступил на службу в ВМФ кадетом. 1 апреля 1939 года произведен в фенрихи, 1 августа 1939 года — в лейтенанты.

## Вторая мировая война
Первые годы службы провел в авиации. В марте 1942 года был переведён в подводный флот. После 6-месячного курса Брасак был назначен вахтенным офицером на подлодку U-737. В этой должности он совершил 8 боевых походов, в том числе в Арктику, где принял участие в нападениях на северные конвои союзников.
С 5 февраля по 24 ноября 1943 года командовал U-737, на которой совершил 2 боевых похода (проведя в море в общей сложности 64 суток).
30 октября 1944 года награждён Рыцарским крестом Железного креста.
В ноябре 1944 года назначен офицером по боевой подготовке 25-й флотилии подводных лодок. В мае 1945 года после капитуляции Германии захвачен союзниками и помещен в лагерь для военнопленных.
В 1947 году освобождён. В 1957 году Брасак поступил в ВМФ ФРГ, командовал эскадренным миноносцем Z-2, был военно-морским атташе в Вашингтоне. В 1974 году вышел в отставку в звании капитана 1-го ранга.